# Tales of Graces f
Tales of Graces f (Japans: テイルズ オブ グレイセス エフ Teiruzu Obu Gureisesu Efu) is een roleplayinggame ontwikkeld door het Japanse bedrijf Namco Tales Studios. Het spel kwam in Europa uit op 31 augustus 2012 voor de PlayStation 3. Het spel is een port van het spel Tales of Graces dat uitkwam op de Wii. Het spel is een roleplayinggame in de vorm van een J-RPG.

## Gameplay
Het gevechtsysteem is, net als voorgaande delen, een real-timecombatsysteem . De speler krijgt de mogelijkheid om vier personages te kiezen om mee te vechten. Gevechten vinden plaats tijdens het verkennen van de wereld of het verkennen van dungeons. Als de speler in een gevecht raakt heeft hij de controle over een personage en kan met het personage vrij rondlopen en aanvallen uitvoeren in een bepaald gebied. Hoewel de speler tijdens de gevechten kan wisselen tussen de vier personages, worden de andere drie personages bestuurd door de computer met eventuele aangepaste instellingen die door de speler zelf zijn ingegeven. De Tales-serie heeft ook een co-op-modus waarbij een of meer van de drie computerbestuurde personages bestuurd kan worden door een tweede, derde of zelfs vierde speler.

## Ontvangst
Het spel kreeg gemengde reacties. Het verhaal en de personages werden omschreven als cliché. De proloog, die zich afspeelt tijdens de kindertijd van bepaalde personages, werd genoemd als het zwakste deel van het spel maar tegelijk ook een cruciaal deel van het verhaal.
| Beoordeeld door | Score  |
| --------------- | ------ |
| GameRankings    | 78,96% |
| Metacritic      | 77/100 |
| GameSpot        | 7/10   |